# Land Beyond the Sunset
The Land Beyond the Sunset is een Amerikaanse korte film uit 1912 geregisseerd door  Harold M. Shaw .

## Verhaal
Een boerenjongen die in de krottenwijken woont met zijn dronken moeder gaat op een dag het platteland op. Hij ontmoet daar kinderen die hem vertellen over het land waar pijn niet bestaat. De jongen besluit om in plaats van terug thuis te keren op zoek te gaan naar dit land.

## Rolverdeling
| Acteur                 | Personage                  |
| ---------------------- | -------------------------- |
| Martin Fuller          | Joe                        |
| Mrs. William Bechtel   | Joe's grootmoeder          |
| Walter Edwin           | Manager van Fresh Air Fund |
| Ethel Jewett           | Committeelid               |
| Elizabeth Miller       | Committeelid               |
| Gladys Du Pell         | Committeelid               |
| Margery Bonney Erskine | Committeelid               |
| Bigelow Cooper         | Minister                   |